# Laura Mennell

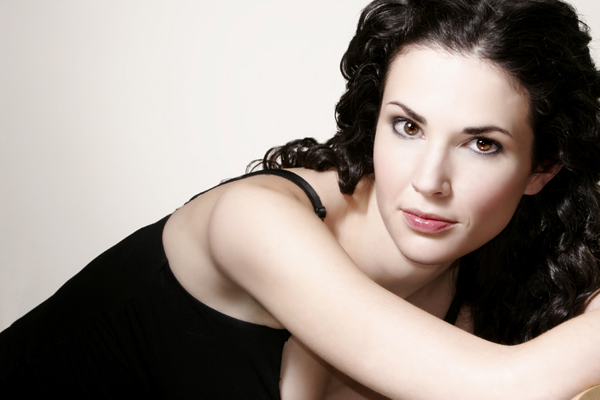
Mennell 2009

Laura Mennell (* 18. April 1980 in Surrey) ist eine kanadische Schauspielerin.

## Persönliches
Mennell wurde mit 15 Jahren durch PETA inspiriert Vegetarierin und engagiert sich für Tierrechte in Kanada. So hat sie auch mehrere obdachlose Katzen gerettet und aufgenommen.

## Karriere
Mennell nahm Spielkurse am Vancouver Youth Theatre und erhielt mit sechzehn Jahren ihren ersten Agenten. Ihren ersten Filmjob hatte sie während der Highschool in Mein Mörder wartet schon. Sie studierte an der University of the Fraser Valley im Theaterprogramm und nahm währenddessen auch an Vorsprechen und Filmarbeiten teil.
Mennell ist vor allem für Rollen in Science-Fiction-Serien bekannt. So hatte sie zu Beginn ihrer Karriere in den 2000ern Episodenrollen, beispielsweise in Stargate – Kommando SG-1, Andromeda, Stargate Atlantis und 4400 – Die Rückkehrer. 2009 spielte sie in der Comicverfilmung Watchmen – Die Wächter. In den 2010ern erlangte sie längere Haupt- und Nebenrollen in Science-Fiction- und übernatürliche Fantasy-Serien über mehrere Episoden, so in Alphas, Haven, Van Helsing, The Man in the High Castle und Project Blue Book , in der sie die historische Person Mimi Hynek, Frau von J. Allen Hynek, spielte.

## Filmografie (Auswahl)
- 1998: Der Mörder wartet schon (Fernsehfilm, I’ve Been Waiting For You)
- 1999: Millennium – Fürchte deinen Nächsten wie Dich selbst (Fernsehserie, 1 Episode, Millennium)
- 1999: Stargate – Kommando SG-1 (Fernsehserie, 1 Episode, Stargate SG-1)
- 2000: Scorn (Fernsehfilm)
- 2001: 13 Geister (Thirteen Ghosts)
- 2001: Special Unit 2 – Die Monsterjäger (Fernsehserie, 1 Episode, Special Unit 2)
- 2001: Auf kalter Spur (Fernsehserie, 1 Episode, Cold Squad)
- 2002: UC: Undercover (Fernsehserie, 1 Episode)
- 2003: Andromeda (Fernsehserie, 1 Episode)
- 2004: 11:11 – The Gate (11:11)
- 2004: Dead Like Me – So gut wie tot (Fernsehserie, 1 Episode, Dead Like Me)
- 2005: Stargate Atlantis (Fernsehserie, 1 Episode)
- 2005: Personal Effects (Fernsehfilm)
- 2006: The L Word – Wenn Frauen Frauen lieben (Fernsehserie, 1 Episode, The L Word)
- 2006: Flight 93 – Todesflug am 11. September (Fernsehfilm, Flight 93)
- 2007: Nora Roberts – Der weite Himmel (Fernsehfilm, Montana Sky)
- 2007: The Last Trimester (Fernsehfilm)
- 2007: 4400 – Die Rückkehrer (Fernsehserie, 1 Episode, The 4400)
- 2007: Fallen (Miniserie, 1 Episode)
- 2007, 2008: Sanctuary – Wächter der Kreaturen (Webserie, 4 Episoden)
- 2007: Flash Gordon (Fernsehserie, 1 Episode)
- 2007: Blood Ties – Biss aufs Blut (Fernsehserie, 1 Episode, Blood Ties)
- 2007: Trick ’r Treat
- 2008: Elegy oder die Kunst zu lieben (Elegy)
- 2008: Das Weihnachtshaus
- 2008: The Mrs. Clause (Fernsehfilm)
- 2009: Watchmen – Die Wächter (Watchmen)
- 2009: Eureka – Die geheime Stadt (Fernsehserie, 1 Episode, Eureka)
- 2009: Sight Unseen (Fernsehfilm)
- 2009: Health Nutz (Fernsehfilm)
- 2009, 2011: Smallville (Fernsehserie, 2 Episoden)
- 2010: A Trace of Danger (Fernsehfilm)
- 2010: Fringe – Grenzfälle des FBI (Fernsehserie, 1 Episode, Fringe)
- 2010: Supernatural (Fernsehserie, 2 Episoden)
- 2011–2012: Alphas (Fernsehserie, 24 Episoden)
- 2013: Republic of Doyle – Einsatz für zwei (Fernsehserie, 1 Episode, Republic of Doyle)
- 2013: The Christmas Ornament (Fernsehfilm)
- 2014: Motive (Fernsehserie, 8 Episoden)
- 2014: Stolen from the Womb (Fernsehfilm)
- 2014: My New Best Friend (Fernsehfilm)
- 2014–2015: Haven (Fernsehserie, 13 Episoden)
- 2015: Janette Oke: Die Coal Valley Saga (Fernsehserie, 1 Episode, When Calls the Heart)
- 2015: The Gourmet Detective (Miniserie, 1 Episode)
- 2015: A Country Wedding (Fernsehfilm)
- 2015: Cedar Cove – Das Gesetz des Herzens (Fernsehserie, 2 Episoden, Cedar Cove)
- 2015: Girlfriends’ Guide to Divorce (Fernsehserie, 1 Episode)
- 2016: Legends of Tomorrow (Fernsehserie, 1 Episode)
- 2016: Travelers – Die Reisenden (Fernsehserie, 1 Episode, Travelers)
- 2016–2017, 2021: Van Helsing (Fernsehserie, 10 Episoden)
- 2017: Real Detective (Dokuserie, 1 Episode)
- 2017: Maternal Instinct (Fernsehfilm)
- 2017–2018: Loudermilk (Fernsehserie, 14 Episoden)
- 2018: The Man in the High Castle (Fernsehserie, 9 Episoden)
- 2019–2020: Project Blue Book (Fernsehserie, 20 Episoden)
- 2021: Two Sentence Horror Stories (Fernsehserie, 1 Episode)
- 2021: Batwoman (Fernsehserie, 6 Episoden)
- 2022: Dangerous Game – The Legacy Murders
- 2023: Goosebumps (Fernsehserie, 7 Episoden)
- 2025: The Monkey

## Nominierungen
- 2012 Leo Awards: Beste weibliche Hauptdarstellerin in einer Dramaserie, für Alphas
- 2020 UBCP/ACTRA Awards: Beste Nebendarstellerin, für Project Blue Book